# سنمار
سِنِمَّار مهندس معماري بيزنطيولد في بيزنطة اسطنبول حالياً  ينسب له بناء قصر الخورنق الشهير للملك النعمان بن المنذر الذي أراده أن يكون أجمل قصر في الإمبراطورية الساسانية.
من الأمثلة العربية الشهيرة والتي لا زالت دارجة اليوم هو قول الناس (جزاءه جزاء سنمار)، فقد ذُكر في كتب السير أن النعمان بن امرء القيس بن عمر اللخمي ( الملقب بملك العرب كعادة ملوك الحيرة في ذاك الوقت) كان ملكا على إمارة الحيرة، وهي إمارة عربية تابعة لدولة الفرس سكانها أصلهم من بني لخم وهم مزيج من قبيلتي قضاعة والأزد.
أراد النعمان أن يبني قصراً ليس كمثله قصر يفتخر به على العرب ويفاخر به أمام الفرس، إذ كان من المفترض أن ينزل يزدجرد بن سابور ابن ملك الفرس في هذا القصر، فوقع اختيار النعمان على سنمار لتصميم وبناء هذا القصر، وزعموا أن سنمار هذا كان رجلاً رومياً مبدعاً في البناء.
استدعى النعمان سنمار وكلفه ببناء قصر ليس له مثيل يليق بالملك النعمان الذي سينزل فيه، فطارت أحلام سنمار وآماله في عطية ملك العرب بعد أن يبني له القصر الأعجوبة. يقال: استغرق سنمار في بناء هذا القصر عشرين سنة، وبعضهم قال ستين سنة (وهو إدعاء فيه شك لأن النعمان كما يذكر كتاب السير مات في عمر الثمانين).

## مقتله
انتهى سنمار من بناء القصر الذي سمي بالخورنق على أتم ما يكون، وكانت الناس تمر به وتعجب من حسنه وبهائه، وجاء النعمان ليعاين البناء، فاستعرض القصر وطاف بأرجائه، وبعد محادثة قصيرة مع سنمار، أمر رجاله بإلقاء سنمار من أعلى القصر فسقط سنمار وقال وهو يلفظ أنفاسه الأخيرة: جزاني لا جزاه الله خيرًا إن النعمان شرا جزاني رصصت بنيانه عشرين حجة أتممته عنه رماني.
يزعم كتاب السير أن سنمار قال للنعمان: (أما والله لو شئت حين بنيته جعلته يدور مع الشمس حيث دارت. فسأله النعمان: فإنك لتحسن إذن أن تبني أجمل من هذا ؟ ثم أمر برميه من أعلى القصر)، وقيل أن سنمار قال للنعمان: (إني أعرف موضع آجرة -يعني حجرة أو طوبة- لو زالت انقض القصر من أساسه ! فقال له: أيعرفها أحد غيرك ؟ قال: لا. قال: لأدعنها وما يعرفها أحد فأمر به فقذف به من أعلى القصر فقضى)، فأصبحت قصته مثلا يتداوله العامة ويقولون (جزاءه جزاء سنمار) في كل من يحسن في عمله فيكافأ بالإساءة إليه.